# Punctodora ohridensis
Punctodora ohridensis is een rondwormensoort uit de familie van de Chromadoridae. De wetenschappelijke naam van de soort is voor het eerst geldig gepubliceerd in 1943 door W. Schneider.